# Крејн (Орегон)
Крејн (енгл. Crane) насељено је место без административног статуса у америчкој савезној држави Орегон.

## Демографија
По попису из 2010. године број становника је 129.
| Група             | 2000.    | 2010.       |
| Белци             | 0 (0,0%) | 119 (92,2%) |
| Афроамериканци    | 0 (0,0%) | 3 (2,3%)    |
| Азијати           | 0 (0,0%) | 0 (0,0%)    |
| Хиспаноамериканци | 0 (0,0%) | 5 (3,9%)    |
| Укупно            | 0        | 129         |